# Трисвинецпентабарий
Трисвинецпентабарий — бинарное неорганическое соединение
свинца и бария
с формулой Ba5Pb3,
кристаллы.

## Получение
- Сплавление стехиометрических количеств чистых веществ:

{\displaystyle {\mathsf {3Pb+5Ba\ {\xrightarrow {970^{o}C}}\ Ba_{5}Pb_{3}}}}

## Физические свойства
Трисвинецпентабарий образует кристаллы
тетрагональной сингонии, пространственная группа I 4/mcm, параметры ячейки a = 0,9040 нм, c = 1,6816 нм, Z = 4
.
Соединение конгруэнтно плавится при температуре 970°C